# Stephen Hammond

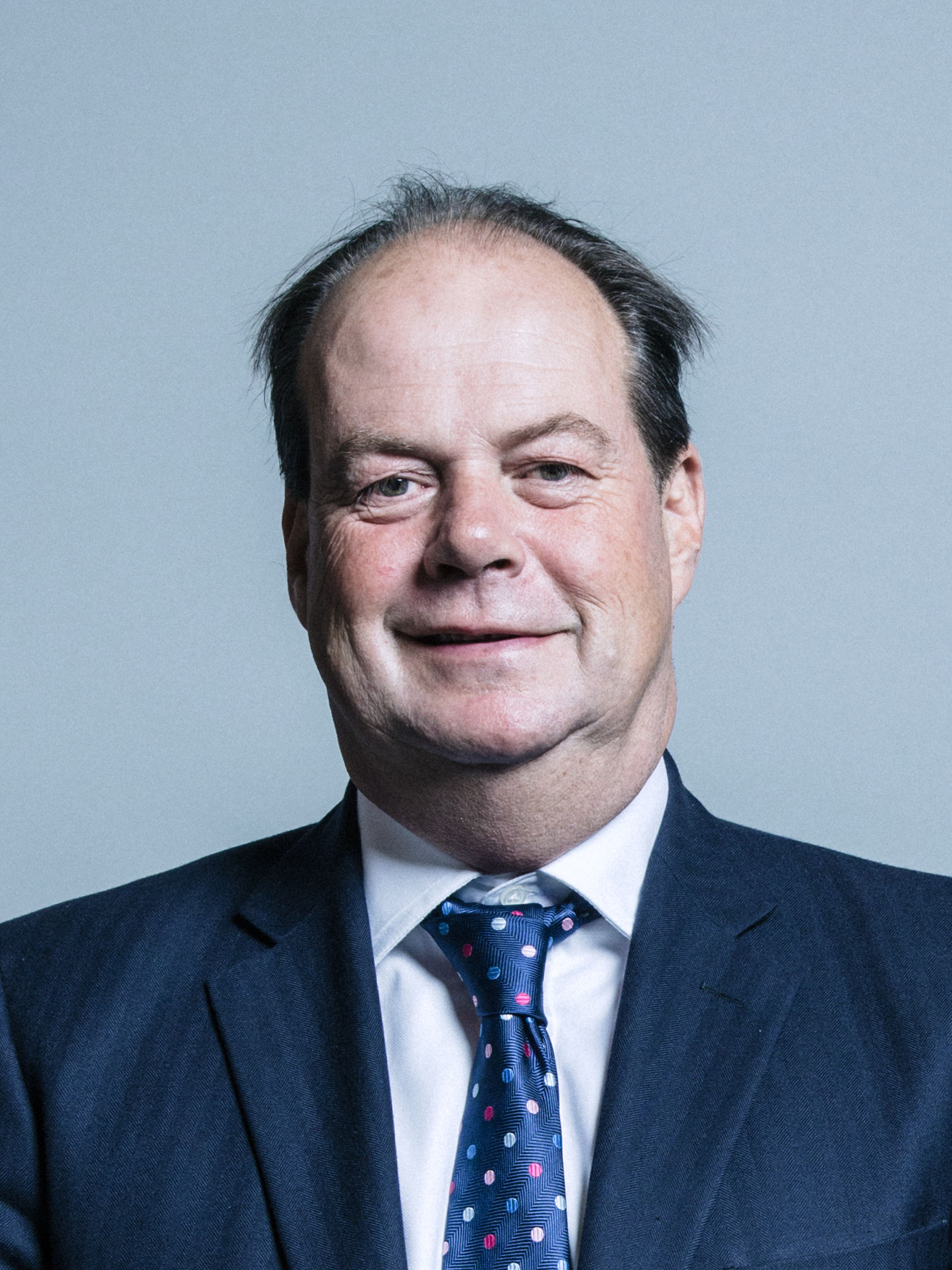
Stephen Hammond (2017)

Stephen Hammond (* 4. Februar 1962 in Southampton) ist ein britischer Politiker der Conservative Party.

## Leben
Hammond lernte an der King Edward VI Schule, bevor er zur University of London wechselte und Wirtschaftswissenschaften studierte. Danach war er bei einer führenden Fondsmanagementfirma tätig und arbeitete anschließend für Investmentbanken. Hammond war 1994 Leiter der Stammaktienabteilung der Dresdner Kleinwort Benson. 2000 wurde er zum Direktor des Pan European Research. 2001 wurde  er zum Stadtrat in  Wimbledon gewählt und im Jahr 2002 wurde er stellvertretender Vorsitzender der Konservativen Fraktion am Merton Council.
Seit 2005 ist Hammond Mitglied des House of Commons für den Wahlkreis Wimbledon und wurde am 4. September 2012 Verkehrsminister (Parliamentary Under-Secretary of State for Transport) im Kabinett von Premierminister David Cameron.
Am 13. Dezember 2017 war Hammond an einer Rebellion gegen die Regierung von Theresa May verwickelt, in der die Regierung bei einer wichtigen Brexit-Abstimmung im Parlament eine Niederlage erlitt. Er wurde daraufhin als stellvertretender Vorsitzender der Konservativen Partei entlassen. Am 4. September 2019 wurde er aufgrund seiner parlamentarischen Gegenwehr gegen einen Brexit ohne EU-Austrittsabkommen aus der Fraktion der Conservative Party ausgeschlossen.
Hammond ist seit 1991 verheiratet und hat eine Tochter.